# オイゲン・オット
オイゲン・オット（Eugen Ott、1889年4月8日‐1977年1月23日）は、ドイツの陸軍軍人、外交官。 陸軍少将。日本では1941年10月のゾルゲ事件に巻き込まれた駐日ドイツ特命全権大使（駐日ドイツ大使）として知られる。

## 経歴

### 軍歴
ドイツ帝国の南西部、ヴュルテンベルク王国ロッテンブルクに郡議会議員の息子として生まれる。1907年に士官候補生として砲兵連隊に配属。第一次世界大戦では第26歩兵師団（師団長はウラッハ公ヴィルヘルム2世、リトアニア国王としてはミンダウガス2世）に従軍。1917年に大尉に昇進し、前線勤務から参謀本部に転属。終戦後の1921年に結婚し一男一女をもうける。
1923年にヴァイマル共和国軍の有力者クルト・フォン・シュライヒャーの部下となり、側近として信頼されるようになる。その出世はシュライヒャーのそれと重なっていた。
1931年に中佐に昇進し、国防省国軍局長に就任。その職務から、右翼義勇兵組織である「鉄兜団」やナチスの突撃隊との接触があった。オットもシュライヒャーの唱える民族主義団体やナチス左派、労働組合、共産主義者による大同団結構想の徒となる。また、シュライヒャーの代理として国会の審議を傍聴することが多かった。国防次官だったシュライヒャーの上官ヴィルヘルム・グレーナー国防相の追い落としにも間接的に関与している。
さらに1932年11月にパーペン内閣が辞任表明に追い込まれた後、パーペンは軍を使ったクーデターによる政権維持を考え、パウル・フォン・ヒンデンブルク大統領もそれに賛成したが、オットは局長としてパーペン内閣の閣議で「軍がクーデターを起こした場合は、ストライキや外国軍の介入で収拾がつかなくなり、内戦に陥る」という見通しを述べた。これに意気消沈したパーペンは結局退陣するが、後任となったのはシュライヒャー国防相だった。のちにこれは首相の座を狙った彼がオットを使って策謀したのだと言われた。
シュライヒャーが首相に就任する直前の1932年12月1日、彼の代理としてヴァイマルの会議に出席していたナチス党首アドルフ・ヒトラーに面談し、副首相ポストと複数の閣僚ポストを提示して、ナチスとの連立を申し出ている。しかしヒトラーは峻拒してシュライヒャーに対し首相就任を警告し、交渉は不調に終わった。シュライヒャーの退陣とヒトラーの首相就任が確実となった翌1933年1月28日、オットや国防省大臣官房長フェルディナント・フォン・ブレドウ、首相府長官エルヴィン・プランクらはシュライヒャーに対し、ヒンデンブルク大統領にヒトラーを首相に任命しないよう最後通告を行い、拒絶された場合は軍事クーデターを起こすよう進言した。しかし彼はそれを退けた。

### 日本駐在
シュライヒャーが退陣してヒトラーが首相になっても、オットは国防省国防軍局長に留任した。しかしシュライヒャーの軍部内での勢力がなくなったことが明らかとなると、オットは1933年6月に日本軍の観察武官に左遷された。
翌1934年2月1日を以てオットは東京にあるドイツ大使館駐在武官に任命された。これと同時に、かつての上司シュライヒャーの身にナチスによる粛清の危険が迫っていると察し、日本を訪問して長期滞在するよう勧めた。「プロイセンの将軍は祖国から逃げたりはしないものだ」と断ったシュライヒャーはオットの危惧した通り、同年6月30日に「長いナイフの夜」で粛清された。オットも粛清リストに載っていたとされるが、日本に居たため難を逃れた。
当時ベルリン駐在武官の大島浩少将はナチスに心酔して日独同盟を主張しており、オットはそのドイツ側窓口として交渉を担当した。その結果1936年に日独防共協定が調印されるが、二重外交だったため、オットは日本の正式な指導者と交渉したことはついぞなかった。
駐日ドイツ大使ヘルベルト・フォン・ディルクゼンが1938年3月に病気を理由に離職すると、日本との接近で外交成果の獲得を図るヨアヒム・フォン・リッベントロップ新外相の指名で、オットが後任の駐日大使となった。これはヴィルヘルム・カイテル元帥の推挙とされているものの、実際にはオットの能力を買ってというよりも、彼の交渉窓口である親独派の大島の格を高める目的のみの人事であったといわれる。すなわち、駐在武官であるオットを大使に昇格させることで、当時日本陸軍で構想されながら実現には至らなかった、ナチスに批判的な東郷茂徳駐独大使の更迭と、大島の大使昇格への動きを側面支援する目的があった。実際にこの8ヶ月後、大島は駐独大使に昇格した。

### ゾルゲ事件
1933年にジャーナリストとして来日したソビエト連邦のスパイ・リヒャルト・ゾルゲは、ドイツの新聞『テークリッヘ・ルンシャトウ』編集長のツェラーによるオットへの紹介状を持っていた。紹介状にはゾルゲが政治的にも個人的にも信頼できる人物であると記されていた。ゾルゲは来日翌年の1934年10月に正式なナチス党員ともなり、オットはゾルゲを親しい友人として信頼する。オットは後述するリッベントロップへの報告で、ゾルゲを紹介されたのは1934年と記憶していると述べている。ゾルゲは後にドイツの有力紙『フランクフルター・ツァイトゥング』の特派員待遇の寄稿者（正式な特派員契約は結ばなかった）ともなる。
オットはゾルゲを私的（その後公的）顧問とし、さまざまな対日外交政策へのアドバイスを受ける一方、日本政府や日本軍の動きをゾルゲから入手したとされる。1938年にはオットは駐在武官のショル中佐とゾルゲの3人で「支那事変に関する日本軍」という定期的な調査研究会を発足させ、ゾルゲはその会合で作成される報告書を撮影してソ連に送ったと訊問調書で述べている。
1939年6月にオットはエルンスト・フォン・ヴァイツゼッカー外務次官に対し「ドイツとソビエト連邦との戦争が勃発すれば、日本はドイツ側で参戦する用意が既にある」と打電した。翌年日独伊三国軍事同盟が締結されたが、この締結交渉にオットは加わっていない。第二次世界大戦中は、リッベントロップの見込みとは違う方向に進んでいく戦争の情勢を正確に伝えることに腐心していた。
ゾルゲは、1941年6月初めに、タイ王国への赴任途中東京に立ち寄ったショル中佐から得た「独ソ戦が6月15日に始まる」（実際より一週間早い）という情報をソ連に送り、6月20日にもオットが独ソ開戦は不可避と話した情報を送ったが、これらはいずれもヨシフ・スターリンに無視された。同年10月に、オット直々の推薦で大使館情報官となっていたゾルゲが実はソ連のスパイで、数々の機密情報を入手し送っていたことが発覚し、警視庁特高部特高第1課と同外事課によって逮捕された。当初オットは「不当逮捕」として参事官兼公使のエーリヒ・コルトを通じて外務省に抗議した。しかし、ゾルゲは警察の挙げた証拠により犯行を自供し、「ソ連のスパイ」と外務省から知らされたオットはコルトと巣鴨拘置所の所長室でゾルゲと面会する。ゾルゲはオットにドイツ語で「私はあなたにさよならを言います。奥さんやお嬢さんによろしく」とだけ話して退出し、それを聞いたオットは声もなかったという。

### 解任
1941年12月に日本がイギリスとアメリカと開戦し、ドイツもアメリカに宣戦布告したこともあり、繁忙の中でオットは大使職に留まり続けた。この間、オット自身からリッベントロップにゾルゲ逮捕についての報告はなかったとみられ、ドイツ外務省には満州国の新京駐在総領事が1942年3月に送った通信でゾルゲ事件の詳細がもたらされたと推測されている。これを受けてリッベントロップはオットに、ゾルゲに漏洩した情報の内容や経緯、ゾルゲが身分をカモフラージュしてナチス党員やドイツの新聞特派員になりおおせた事情の説明を求めた。これに対して、オットはゾルゲのナチス入党の経緯や大使館が新聞社に推薦をしたかどうかはわからず、ゾルゲには機密情報と接触させなかったと弁解した。さらに、事件が日独関係に支障をもたらしていないと述べた上で、自らの解任もしくは休職を要請した。
オットはリッベントロップへの返答から8ヶ月後の1942年11月に駐日大使を解任され、後任は駐南京国民政府大使のハインリヒ・ゲオルク・スターマーとなった。解任通知には「外務省に召還」とする一方で、ドイツへの安全な帰還が確保できないとして、私人として一切の政治的活動を控えながら当面日本にとどまるよう指示されていた。その後、駐日公使であったコルトが駐南京国民政府臨時公使となった。解任されたものの、日本政府から信頼の厚かったオットは離日前に昭和天皇から会食に招かれ、その後（リッベントロップの指示に反する形で）華北政務委員会管轄下の北京へと家族とともに向かった。

### 私人として
第二次世界大戦の終結まで、オットは私人として北京に滞在した。ドイツ本国に対して軍への復帰を希望したが、帰国ルートが会敵する危険が高い潜水艦しかないことと、万が一途上で連合軍に捕まった場合、様々な秘密が漏れる可能性が高いことを理由に拒絶されている。

### 余生
第二次世界大戦後は連合国による戦犯としての追及や、非ナチ化裁判による追及は受けず、1951年以降西ドイツのバイエルン州トゥツィンクに隠棲し、シュライヒャーを弁護するため一般向けの講演会をしたり、記事を専門誌に寄稿したりしていた。1977年に同地で死去。